# Eisenbahnmuseum Kötzschau

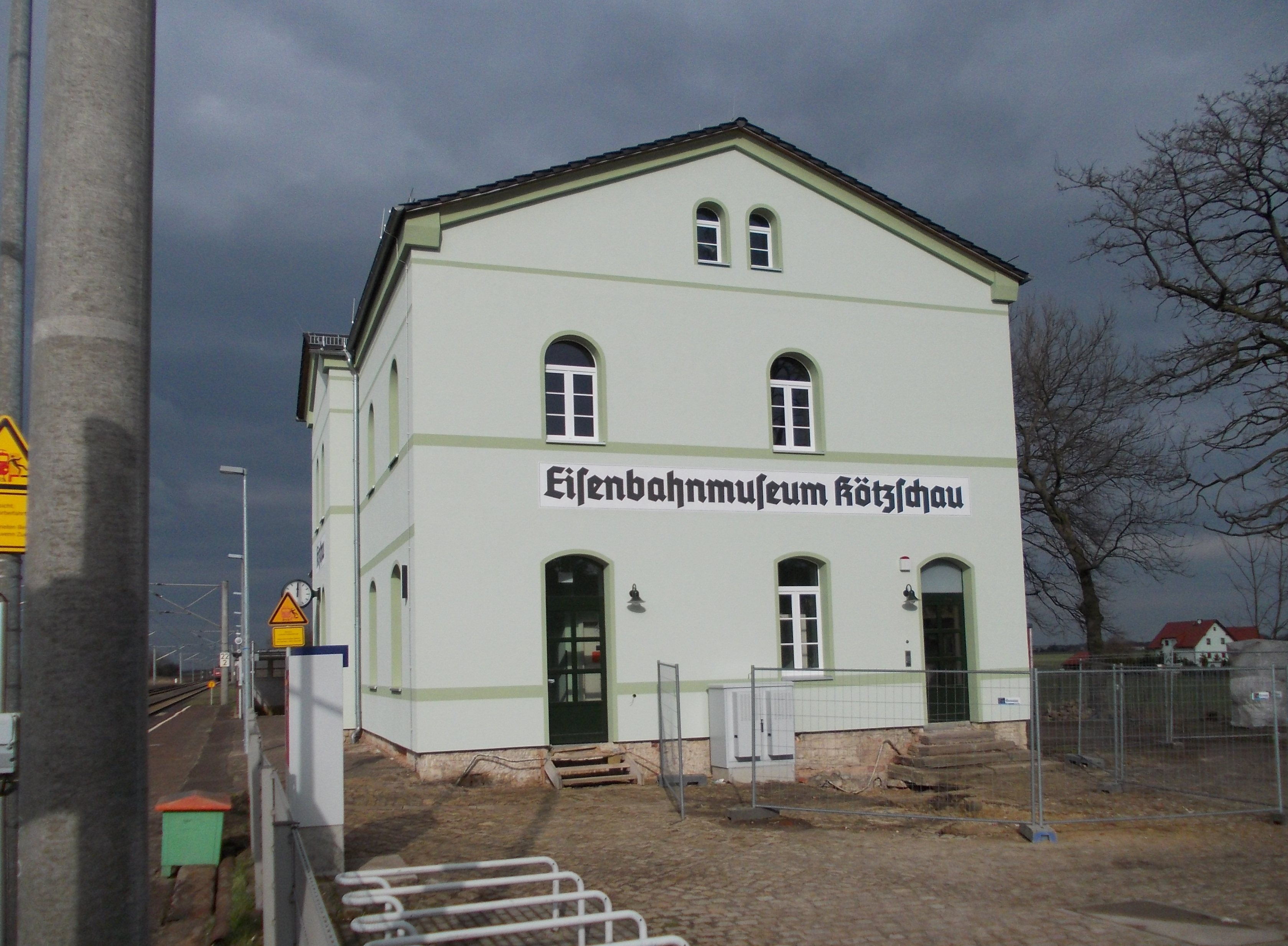
Eisenbahnmuseum

Das Eisenbahnmuseum Kötzschau ist ein seit Frühjahr 2014 im Bahnhofsgebäude Kötzschau bestehendes Eisenbahnmuseum zur Geschichte der Bahnstrecke Leipzig–Großkorbetha. Das Museum wird durch den Verein Eisenbahnfreunde Kötzschau e. V. ehrenamtlich betrieben.

## Geschichte

### Der Verein Eisenbahnfreunde Kötzschau e.V.
Der gemeinnützige Verein Eisenbahnfreunde Kötzschau e. V. wurde im Jahr 2007 gegründet, unmittelbar nach den Aktivitäten zum 150. Betriebsjubiläum der Strecke Leipzig–Großkorbetha, das im März 2006 gefeiert wurde. Mit Stand Juli 2014 hat der Verein 30 Mitglieder. Er unterhält das Eisenbahnmuseum Kötzschau sowie dessen Außenanlagen, organisiert Sonderfahrten und präsentiert sich auf zahlreichen Veranstaltungen.

### Umzug in das Bahnhofsgebäude Kötzschau
Bis Dezember 2012 befand sich das Museum in Schladebach. Dort war es seit seiner Gründung in einem ehemaligen Schulhaus untergebracht. Danach begann der Abbau und die Vorbereitung zum Umzug in das Bahnhofsgebäude Kötzschau. Das 1855/56 erbaute Haus wurde 2009 durch die Stadt Leuna erworben. Der Verein hatte dazu ein Nutzungskonzept erstellt. Das Projekt wurde in das Förderprogramm Revita des Landes Sachsen-Anhalt aufgenommen, das die Reaktivierung und Wiederbelebung alter Bahnhofsgebäude fördert. In mehreren Bauabschnitten wurde das Haus von Anfang 2011 bis April 2014 saniert. Ab August 2013 zog das Eisenbahnmuseum zunächst in die bereits fertiggestellten Erdgeschossräume ein. Die Bauarbeiten wurden durch Fördermittel des Landes Sachsen-Anhalt und die Stadt Leuna finanziert. Am 26. April 2014 fand die feierliche Eröffnung des Gebäudes statt, unter Anwesenheit des sachsen-anhaltischen Ministers für Landesentwicklung und Verkehr Thomas Webel und Mitgliedern des Bundes- und Landtages.

## Ausstellung

### In den Ausstellungsräumen
Innerhalb des Stationsgebäudes aus der Gründungszeit der Bahnlinie zeigt das Museum die Geschichte der 1856 eröffneten Bahnverbindung zwischen Leipzig und Großkorbetha. In Bild- und Textdokumenten und weiteren Exponaten wird die Geschichte der sogenannten „Leipzig-Weßenfelser Eisenbahn“ dokumentiert und der Öffentlichkeit präsentiert. Sämtliche Bahnhöfe der Strecke behandelt, genauso wie die Themenbereiche Brückenbauwerke, die Elektrifizierung der Strecke 1942 und 1964, die Bahnpost, der Schnellverkehr der 1930er-Jahre. Es ist möglich, ein vollständig eingerichtetes Dienstzimmer mit Fahrkartenausgabe im Zustand um 1935 zu betreten. Uniformen und Effekten aus allen Zeitabschnitten zeigen die Entwicklung der Dienstkleider der Eisenbahner. Historische Schriftstücke, Fahrkarten, Frachtbriefe, Signale, Schilder oder Laternen geben ein Bild der Eisenbahn wieder. Gleisbauwerkzeug und -materialien zeugen von der einst sehr schweren körperlichen Arbeit. Es werden auch maßstäbliche Modelle von verschiedenen Bauwerken der Bahnlinie gezeigt. Ferner sind in die Ausstellung Holzbänke der ehemaligen 3. Wagenklasse sowie eine funktionsfähigen Personenwaage mit Kartenausgabe, wie sie einst auf vielen Bahnhöfen stand, integriert. Zum Museum gehört ein umfangreiches Außengelände, welches zum Teil museal gestaltet ist bzw. gestaltet wird. Bereits jetzt sind verschiedene Signale und eine Gleisanlage zu sehen. Außerdem besteht die Möglichkeit zur Mitfahrt auf einer historischen Handhebeldraisine oder auf einem Schienenfahrrad. Im Außengelände ist außerdem eine Diesellokomotive des Typ V 22 B zu besichtigen.

### Betriebsfeld/Lehrstellwerk „Leipzig-Leutzsch“
Größtes Ausstellungsstück ist das Betriebsfeld/Lehrstellwerk „Leipzig-Leutzsch“ der ehemaligen Betriebsschule des Reichsbahnamtes Leipzig. Mit der Absicht, Eisenbahner im Stellwerksdienst möglichst praxisorientiert ausbilden zu können, entstand diese Anlage. Da auf in Betrieb stehenden Stellwerken keine Handlungen bei Störungen oder Ähnlichem geübt werden konnten, musste ein Lehrstellwerk errichtet werden, mit dem die Anforderungen im Betriebsablauf so oft wie gewünscht simuliert werden konnten. Seit Ende der 1970er-Jahre wurde es durch Lehrmeister und Lehrlinge schrittweise aufgebaut. In einer bisher als Kulturraum genutzten Baracke auf dem Gelände des Bahnhofes Leipzig-Leutzsch wurde die Anlage eingebaut und am 29. September 1983 in seiner Endausbaustufe für die Ausbildung in Betrieb genommen.
Sie bestand aus einer teilweise zweigleisigen Modellbahnanlage der Nenngröße H0. Die Betriebsstellen der Modellbahn, zwei Bahnhöfe, zwei Blockstellen, eine Abzweigstelle sowie ein Schrankenposten, wurden von originaler (echter) Stellwerkstechnik im Maßstab 1:1 gesteuert. Das Betriebsfeld diente somit der möglichst praxisorientierten Ausbildung im Stellwerksdienst. Vom mechanischen über das elektromechanische hin zum relaisgesteuerten Stellwerk waren verschiedene Bauformen vorhanden. Mit einem Pult konnte der Ausbilder in den laufenden Betrieb eingreifen und insgesamt 30 verschiedene Störungen hervorrufen. Dann mussten die Auszubildenden das zuvor theoretisch Erlernte praktisch umsetzen. Bis 1999 wurde das Lehrstellwerk Leipzig-Leutzsch noch von der Deutschen Bahn gelegentlich zu Ausbildungszwecken genutzt. Im gleichen Jahr ausgebaut und dem Verein Eisenbahntraditionsmuseum Leipzig e. V. übergeben, sollte die Anlage im Bahnbetriebswerk Leipzig Hbf Süd wieder aufgebaut werden. Dazu kam es nicht.
Der Verein Eisenbahnfreunde Kötzschau übernahm das Betriebsfeld im Sommer 2008 und holte es nach Kötzschau. Aus Platzmangel konnte die gesamte Anlage am alten Museumsstandort nicht präsentiert werden, so dass sie zunächst weitestgehend eingelagert blieb. Mit den Sanierungs- und Umbauarbeiten am Empfangsgebäude Bahnhof Kötzschau wurde von Beginn der Planungen an das Betriebsfeld für einen Einbau vorgesehen. Umfangreiche Umbauten mussten dafür am Gebäude vorgenommen werden, um das Lehrstellwerk wieder in seiner alten Größe wiedererstehen zu lassen. Zur Eröffnung des Museums im Empfangsgebäude am 26. April 2014 konnte die Anlage erstmals seit ihrem Abbau 1999 wieder komplett präsentiert werden. Die Anlage wird funktionsfähig aufgearbeitet.